# スーパーマリオボール
『スーパーマリオボール』（SUPER MARIO BALL）は、任天堂がゲームボーイアドバンスで2004年8月26日に発売したボールアドベンチャーゲームである。アメリカでは同年10月4日、ヨーロッパでは同年11月26日に発売。

## ストーリー
ある日、ある遊園地で「球化マシン」と「スカイライド・キャノン」の発表会が行われた。「球化マシン」は人をボールの形にする装置。ボールの形になると驚異的な弾力性とスピードを得ることができる。「スカイライド・キャノン」はボールになった人を遠くに発射する大砲である。この2つの装置を使うと、ボールになった人をターゲットに発射するゲームを楽しむことができる。
この日、まずキノピオがボールになりターゲットに発射され成功した。これを見たピーチも球化マシンでボールになりキャノンに乗り込んだが、2匹のクリボーが勝手にキャノンの方向をクッパ城に変え、そのままピーチは城に向かって発射され、クッパに捕まってしまった。これを見ていたマリオは球化マシンでボールになり、ピーチ救出へ向かう。

## 内容
ピンボールの玉になったマリオが、クッパに幽閉されたピーチ姫を助ける為に5つのステージを冒険する。
各ステージのボスを倒して4つのスター・キーを集めれば、クッパ城へ入る事ができる。
プレイヤーは画面下に取り付けられている2つのフリッパーを操作してマリオを弾き返していく。
アイテムも登場し、キノピオのショップで買う事でBボタンでいつでも使うことができる。ただし、台揺らしはない。
また各エリア（1画面内）では特定の条件を満たす（多くがエリア内の敵を全て倒す）事でスターを入手できる。
（灼熱ステージのジャックポットタワーのエリアだけは例外で、スターは出現しない。）
初回起動時は物語仕立てのアドベンチャーモードしか遊べない。その後、任意のステージでボスを撃破するまでの時間を競う「タイムアタック」が解放される。

## ステージ
遊園地
ここからゲームが始まる。お化け屋敷があるが初めて遊ぶ場合は入れず、他のステージのボスを1体倒すと入れるようになる。
雪原
雪と氷に覆われている。ある場所には沈没船がある。
草原
最も簡単なステージ。ハチの巣があちこちにある。
砂漠
暑そうな砂漠地帯とそこに聳え立つピラミッドが舞台。ピラミッド内には独特な仕掛けが多い。
灼熱
クッパ城。普段は入ることができず、ボスを倒した直後のみ入口だけ入ることができ、これより進行するには上の4つのステージのボスを全て倒さなければならない。
内部にはクッパがいる他、奥では各ステージのボスが強くなって再登場する。

## 仕掛け
スカイライド・キャノン
ボールマリオが当たると引っ込んで作動し、もう一度当てると吸い込まれて他のステージに行ける。
間違えて入ってしまった場合はLボタンとRボタン同時押しでキャンセルすることができる。
作動したまま使用せずにしばらく時間が経過すると、作動が終わってしまう。
赤スイッチ
ボールマリオを勢いよく当てるとステージ全体に8枚の赤コインをばらまく。
99秒の残り時間以内に全て集めればスターが出現する。スターを手に入れた後、赤スイッチは！ブロックに変わる。
赤スイッチを作動させるとそのエリアにあるドカンは無くなり、残り時間の間はキノピオとジャックポットタワーも出現しなくなる。
青スイッチ
ボールマリオを勢いよく当てるとステージ上に何かしら変化が起こる。
ジャックポットタワー
特定のエリアの中央に存在し、黄色の六角形とヨッシーの卵が描かれている。遊園地ステージ以外の全てのステージに1つずつ存在する。
このエリアでヨッシー・ボールのアイテムを使用すると、エリア内にいる敵が全て消滅してジャックポットタワーが発動し、タワーを崩すごとにコインが得られる。
更に全てを崩し黄金のタマゴを入手するとマリオが「ジャックポット！」と言い、大量のコインとスコアが獲得できる。
赤スイッチを作動させて残り時間が表示されている間は、ヨッシー・ボールがあってもジャックポットタワーが発動しない。
灼熱ステージのジャックポットタワーは、他のステージよりエリアもコインもスコアも豪華。
ここの黄金のタマゴを入手するとマリオが「スーパージャックポット！」と言う。
このステージのみ、ステージ中ではなくそのゲーム中に獲得した全てコインの枚数で得られるコインとスコアが変わる。
そのため、ここの黄金のタマゴを入手すると凄いコインの数になる。ただしそこに到達するまでが至難の業。
?ブロック
ボールマリオを勢いよく当てるとアイテムが手に入る。アイテムを既に所持していた場合はコインが出る。
!ブロック
ボールマリオを勢いよく当てると特殊アイテムが手に入る。
全部で4つしかなく、一度入手すると「はじめから」開始しない限りそこで二度とアイテムを入手できない。

## アイテム
Bボタンを押すことによってアイテムウィンドウに表示されているアイテムが発動される。
一部のアイテムにはそのアイテムを2回使用できる便利なダブルアイテムもある。
サンダー
使うとエリア内の全ての敵を、ボールマリオを勢いよく当てたのと同等のダメージを一度だけ与える。
無敵スター
アイテムを使った状態で敵に体当たりすると敵を倒せる。ボスにも有効（倒せない場合はサンダーと同じ状態になる）。
土管
青色の土管。使うとフリッパーの間に30秒間土管が出て、エリアから落ちにくくなる。
ヨッシー・ボール
使うとヨッシーのタマゴが1つ出現し、ボールマリオと同様に扱える。更に15秒間土管も出現する。
ヨッシー・ボールだけがエリアを移動してもエリアは変わらないが、移動先のエリアに存在している。
ジャックポットタワーがあるエリアでは、このアイテムを使用することでジャックポットタワーが発動する
ただしヨッシー・ボールが全てエリア外に出て行ってしまった場合は、タワーが元の状態に戻ってしまう。
遊園地ステージのミニゲームでは、開始時に自動的に2つ出現する。
メガキノコ
使うと一定時間ボールマリオが巨大化し、敵にボールマリオを当てやすくなりフリッパーの間から落ちにくくなる。
ミニキノコ
使うと一定時間ボールマリオが小型化し、ハチの巣など小さい穴に入れるようになる。
「？」マークアイテム
エリア内で特定の条件を満たすとスターが出現するが、そのスターを既に入手している際に代わりに出現するアイテム。
入手するとルーレットが始まり、止まった絵柄に応じて色々な効果が発生する。キノピオのショップで購入することも可能。

## 登場キャラクター

### 味方キャラクター
マリオ
主人公。幽閉されたピーチ姫を救出に、冒険に向かう。
今回はボールの形になり、この形状になることで驚異的な弾力性とスピードを得ることができると言われており、今回のマリオは従来のマリオのようなダメージはない。（残り数は存在する。）
ピーチ姫
遊園地のスカイライド・キャノンに試乗した結果、そこにいたクリボーによって砲台の向きをクッパ城に変えられ、幽閉されてしまう。
キノピオ
オープニングにてピーチ姫よりも先にスカイライド・キャノンに試乗したが、ターゲットに命中して問題なく成功している。
マリオが冒険に向かった際にも、フィールド上や一定の位置にショップを構えており、コインや青コインでアイテムと交換してくれる。
遊園地ステージは青コインを1枚以上持っている、それ以外のステージはコインを10枚以上持っていると出現する。
クッパ城である灼熱ステージでも、何故か普通にショップを構えている。
ステージによって販売するものが異なる。1UPキノコのみ全てのステージで存在するが、一度購入すると以降その場では「？」マークアイテムになる。
赤スイッチを作動させて残り時間が表示されている間は出現しない。砂漠ステージでは同エリアにあるスイッチを作動させるといなくなる。

### 敵キャラクター
クリボー
オープニングでピーチ姫がクッパ城に囚われてしまった原因。
ただし敵としては普通に歩行しているだけで、如何なる攻撃手段でも倒すことが可能。ボールマリオの勢いがなくても倒せる。
テレサ
ボールマリオが近づくと姿を隠し、透明になっている最中はボールマリオをすり抜けてしまう。
背後から狙うと気づかれにくい。またボールを当てると勢い関係なく倒せる。
エリアに行くとじわじわとボールマリオに近づくが、一定の距離を移動するとテレポートで元の位置に戻る。
コインの所持数が多いと「？」マークアイテムの絵柄で出現することがあり、止まるとテレサの声が聞こえコインを半分も失ってしまう。
ワンワン
遊園地のショップで、青コイン×1を支払うと行くことができる特別なエリアに出現する。
30秒の制限時間以内に、奥から向かってくる4体のワンワンを倒すことで、スターを手に入れることができる。
ワンワンは勢いをつけて当てるほど押し込むことができ、奥まで押し込むことができれば倒せる。
キラー
遊園地のショップで、青コイン×2を支払うと行くことができる特別なエリアに出現する。
30秒の制限時間以内に、左右の4つのキラー砲台から出現する30体のキラーを倒すことで、スターを手に入れることができる。
キラーは勢いがなくても普通に当てるだけで倒せる。倒すごとにキラーの移動速度が上がっていく。
キラーの残りが少なくなると、画面内にその数までしか出現しなくなる。
キラー砲台
上記のキラーを発射する4つの砲台。
ボールマリオとヨッシー・ボールが届かない場所におり、この特別なエリアではアイテムを使用できないので、倒すことができない。
ボムへい
遊園地のショップで、青コイン×3を支払うと行くことができる特別なエリアに出現する。
30秒の制限時間以内に、上から降ってくる10体のボムへいを倒すことで、スターを手に入れることができる。
ボムへいはエリア真ん中にある青スイッチを作動させる度に1体出現し、4体ボムへいが出現すると青スイッチが作動しなくなる。
出現したボムへいにダメージを与えると点火し、再度ダメージを与えるか一定時間経過すると倒せる。
後述のボストゲプク戦では、エリア両奥のターゲットに当てると出現。こちらの方が前述より小さく、ボールマリオと同様に扱える。
しばらく時間が経つと爆発して消えてしまう。ボムへいは2体まで出現する。
スローマン
雪玉を投げる雪だるま。雪原ステージの最初のエリアにいるスローマンは、スター・キーを手に入れるまでは何もしない。
ボールマリオめがけて雪玉を投げ、当たると進行方向を変えられてしまう。
倒すことはできないが、ボールマリオを当てるとしばらく目を回し、雪玉を投げるのを封じさせることができる。
ヘイホー
雪原ステージでは、スケート靴を身につけて滑走している。
勢いをつけてボールマリオを当てると倒せる。再度出現する際は色が変わり、全4色で赤→青→緑→黄→赤…で出現する。
砂漠ステージでは、ピラミッド内部の特定のエリア2か所で、特定のスイッチを作動させることで出現。こちらは赤のみ。
柱に隠れながら移動する。エリア2か所で出現の仕方や制限時間の有無が異なる。
ペンギン
氷の上を集団で歩行している。
ボールマリオを当てると転倒して滑り、起き上がる前に再度当てると倒すことが可能。
プクプク
水中を泳いでいる赤いプクプク。ボールマリオよりも少しだけ高い位置を泳いでいるため、フリッパーで勢いをつけないと当たらない。
ダメージさえ与えられれば如何なる攻撃手段でも倒すことが可能。
トゲプク
後述のボストゲプクが連れている赤いトゲプク。トゲがあるためボールマリオを当ててもはじかれてしまう。
ボムへいを当てるかアイテムを使用することで倒せる。ボストゲプクを倒すと同時に倒せる。
ハチ
「ハチの巣」から出現。もしくはその内部に侵入すると出現する。
浮上下降を繰り返して移動し、下降している時でないとボールマリオが当たらない。
更に浮上している時に下を通り過ぎると針を構えて向かっていき、刺されると勢いよくはじかれる。
ノコノコ
今回は青色のコウラをしている。ボールマリオを当てるとひっくり返り、その最中に再度当てると倒すことが可能。
無敵スターなら接触するだけで倒すことが可能。
チョロプー
遊園地ステージを除く各ステージに登場。
ステージによって頭のかぶりものが変わり、草原ステージでは何も身に着けていないが、雪原ではエスキモー、砂漠では赤い帽子、灼熱では金属の兜を被っている。
ボールマリオが届かないところに1UPキノコが存在するエリアがあり、その場合はチョロプーに何度もボールマリオを当てると入手できる位置に落下する。
ただしチョロプーは初期位置から移動すると、しばらく時間が経過する度に1つ前の場所に戻ってしまうため、上手く連続で当てる必要がある。
1UPキノコと同時に出現している場合は、そのエリアのスター出現に関わらない。無敵スターで倒すことができるが、倒しても1UPキノコを入手できない。
雪原ステージのあるエリアでは、ボールを当てるたびに時計回りに出現するチョロプーに素早く8回ボールを当てないとスターが手に入らない。
1UPキノコを入手するとそのエリアでは出現しなくなる。
ウシ
上記チョロプーを、1UPキノコの位置に移動しないように何度もボールマリオを当てていると稀に代わりに出現。
ボールマリオを当てると100,000点の高獲得を得られる。
サンボ
積み重なっている身体の分だけボールマリオを当てないと倒せない。勢いはなくてもダメージを与えられる。
コインを落とすのは完全に倒した場合のみだが、倒さずにサンボの身体に当ててから何らかの敵を倒すことでも青コインが出現する。
ジュゲム
特定のステージで後述のトゲゾーを次々と投げてくる。
常に飛行しており、倒す手段はない。サンダーを使用しても何故か効かず、他の敵とは異なりジャックポットタワーが発動しても存在している。
トゲゾー
前述のジュゲムが出現させる敵。ボールマリオを当てるとひっくり返り、その最中に再度当てると倒すことが可能。
トゲがあるため、ひっくり返すと同時にはじかれてしまう。無敵スターなら一撃で倒すことが可能。
ジャンゴ
常に飛行しているため、普通にボールマリオを当てても届かない。
サンダーを使用するか、エリアにあるピラミッドの坂を利用してジャンプしながら当てることで倒せる。
コブラ
ピラミッド内部に出現。実在のコブラにある広い襟は見当たらず、『スーパーマリオUSA』に登場するガラゲーロが緑色になって短くなったような外見。
如何なる攻撃手段でも倒すことが可能だが、その出現数が尋常ではないくらい多い。
プロペラヘイホー
灼熱ステージで、4つのスター・キーを使用した後に出現する。こちらはヘイホーとは異なり緑色のみ。
飛行している時間が長くボールマリオを当てる機会が少ないが、エリア移動後は着地しているのでチャンス。
飛行している最中もサンダーで倒すことが可能。
トゲノコ
トゲ付きの鎧を纏ったエリートのノコノコ。ボールマリオを当てても後ろにのけぞるだけで倒せず、壁にぶつけることで倒せる。
勢いをつけて当てるほど押し込むことが可能。無敵スターがあれば楽に倒せる。
出現後からフリッパー前に向かい、トビラへの移動を妨げられやすい。
また時間が経過して複数体でフリッパーの前に集まると、飛ばしたボールマリオがトゲノコで跳ね返って1つ前のエリアに戻されやすい。
ドッスン
後述のクッパと戦うエリアにのみ2体出現。今回は『スーパーマリオ64』等で見かける立方体で青い体色のドッスン。
後述の通りクッパと戦う際に利用することになる。今回は上昇と下降が歯車と青スイッチで行い、ドッスン自身は一切動かず鎮座している。
クッパが球化すると破壊されてしまう。

### ボスキャラクター
クッパを除き、全てのボスは灼熱ステージでの再登場も含め、3回ダメージを与えることで倒すことが可能。
ボステレサ（公式ガイドブックでは「ビッグテレサ」）
遊園地ステージのボス。テレサがそのまま大きくなった外見。
テレサと異なり勢いで当てるとダメージ。しかし正面から狙おうとするとテレサ同等に姿を隠してしまう。
更に透明になっている最中に当たると、ボールマリオはコマのように横回転になり、軌道がおかしくなってしまう。
身体が大きい分当てやすいので、テレサと同様に背後を狙って攻撃すると攻撃しやすい。
灼熱ステージでの再登場
灼熱ステージの奥では、テレサ4体を倒すとボステレサが強くなって再登場。
方向転換が早くなっており、背後から攻撃しづらくなっている。
直前に倒す必要があるテレサ4体も他のボスより時間がかかりやすく、エリア移動時の土管の出現時間が限られる。
しかし、それでもアイテムを使用すれば比較的簡単。サンダーがあれば即座にダメージを与えられる。
目線で追いかけるのは流石に1方向しかできないため、アイテムのヨッシー・ボールがあるとかなり有利。
また無敵スターを使用すると、透明になっている最中に当たっても同様にダメージを与えられないが、当たれば1回で倒すことが可能。
ボストゲプク
雪原ステージのボス。プクプクが大きくなってトゲが生えたような外見。
トゲがあるため、ボールマリオを当ててもはじかれてしまう。普段は泳いでいるだけだが、時々ボールマリオに近づいてくる時がある。
エリア両奥のターゲットに当てるとボムへいが出現。
そのボムへいを当てると身体が膨張するため、その最中にボールマリオやボムへいを勢いよく当てるとダメージになる。
一度ダメージを与えると取り巻きのトゲプクが現れ、倒してもボストゲプクにダメージを与えると再度現れ2体になる。
灼熱ステージでの再登場
灼熱ステージの奥では、プクプク6体を倒すとボストゲプクが強くなって再登場。最初からトゲプクを2体連れている。
ボムへいを当てて膨張してから元に戻るのが格段に早くなっており、ダメージを与える機会が少ない。
サンダーを使用すると身体が膨張するのみ。身体が膨張している間にサンダーを使用するとダメージを与えられる。
無敵スターを使用してから当たることでも身体が膨張する。
身体が膨張した後はヨッシー・ボールでもダメージを与えられるが、ヨッシー・ボールの数だけボムへいが出現しなくなってしまう。
ボスパックン
草原ステージのボス。『スーパーマリオサンシャイン』で初登場してからはマリオファミリーとして定着している敵。
しかし見た目としては地面に根を下ろしている状態であり、首とも言える茎の部分がかなり長い。
頭部の横から花びらが生えているのに対して、このボスパックンは後頭部の茎と接合している部分から花びらが生えている。
水玉模様のパンツが無く身体の一部が水玉模様になっている等、他のタイトルのボスパックンとは別物にも見える外見をしている。
身体にボールマリオをぶつけることでダメージを与えることが可能。
草原ステージのボスとして登場する際は、最初はボールマリオを目線で追いかけてくるだけ。
しかし一度ダメージを与えると一定の頻度で食べようとしてくる。食べられると吐き出される。
2回ダメージを与えると、今度はボールマリオが近づいた際に食べようとしてくる。
灼熱ステージでの再登場
灼熱ステージの奥では、クリボー6体を倒すとボスパックンが強くなって再登場。
草原ステージで戦ったときよりもボールマリオを食べるタイミングが賢くなっている。
ぶつけてダメージを与えようとしても食べられて吐き出されるため、なかなかダメージを与えられない。
更に、マリオボールを目線で追いかけるスピードが格段に速くなっている。
そのため、ボスパックンが向いていない方向から当てるのも難しくなっている。
吐き出す際は、フリッパーが接触しない2つのフリッパーの隙間に吐き出すことがある。
しかし、それでもアイテムを使用すれば比較的簡単。サンダーがあれば即座にダメージを与えられる。
目線で追いかけるのは流石に1方向しかできないため、アイテムのヨッシー・ボールがあるとかなり有利。
また、食べられた瞬間にアイテムのデカキノコで巨大化するとそれだけで倒せるため、デカキノコがあればもっと簡単。
ボスノコノコ（公式ガイドブックでは「ファラオノコノコ」）
砂漠ステージのボス。ノコノコが巨大化してエジプト人のような白い服と2本の杖、ツタンカーメンの被り物を身につけたような外見。
最初は像のように全身金色で目を閉じて佇んでいるが、エリアにあるスイッチを作動させると石化が解けて動き出す。
ボスノコノコはエリアの中心を十字を縁取るように移動し、中心か端に移動すると背後の柱から魔法の弾を放って攻撃する。
この魔法の弾はボールマリオに当たるまでいつまでも追尾し、当たるとボールマリオが小さくなってしまう。
しかし魔法の力を帯びた柱に自らぶつかることで、逆に大きくなることが可能。
ボスノコノコは普通にボールマリオを当てても何ともないが、魔法で攻撃しようとしている最中が逆に攻撃のチャンス。
しかしその最中は宙に浮いているため、普通にボールマリオを当てようとしても当たらない。
宙に浮いている最中に大きくなった状態でぶつかると、驚かしてダメージを与えることができる。
大きくなった状態でも魔法の弾が当たると小さくなってしまうため、どのタイミングで大きくなるかの見極めが必要。
灼熱ステージでの再登場
灼熱ステージの奥では、4連のサンボ4体を倒すとボスノコノコが強くなって再登場。
宙に浮いている時間が格段に短くなっており、ダメージを与える機会が少ない。
動作が短くなった分魔法の弾が飛んでくる機会も増えているため、巨大化して準備を整えるのも難しくなっている。
アイテムだと、サンダーがあれば即座にダメージを与えられる。
無敵スターを使用して当たっても同様にダメージを与えられないが、魔法の弾に当たっても小さくならない。
また魔法の弾は流石に1つしか対象にならないため、ヨッシー・ボールがあれば比較的有利。
クッパ
灼熱ステージのボス。全ステージのボスを倒した上で15枚以上スターを所持した状態でないと挑むことができない。
このエリアでボールマリオがフリッパーの間を抜け落ちると、クッパの笑い声が聞こえて2つ前のエリアに戻されてしまう。
エリアに入ると上から降ってきて、フリッパーが少しの間動かすことができなくなる。
エリア内をバツ印を描くように移動し、中心か端に移動すると身構えて跳躍し、フリッパーの動きを封じる。
身構えている最中にボールマリオを当てると、跳躍を止めることができる。
歩いている最中にボールマリオを当てると高速でスピンしてはじかれる。
エリア内にドッスンと歯車が2つずつあり、ボールマリオが勢いよく歯車を通過するほどドッスンを巻きあげられる。
ドッスンはゆっくり下降するが、最大まで巻き上がると下降しなくなり、どちらか一方が最大まで巻き上がると青スイッチが点灯する。
それを作動させるとドッスンが落下してクッパが仰向けに転倒。その最中にボールマリオを勢いよく当てるとダメージになる。
両方のドッスンを落下させるとクッパが仰向けになっている時間が長くなる。
クッパが跳躍している最中に青スイッチを作動させると、クッパが着地してから仰向けになる。
アイテムでは、サンダーや無敵スターを使うと転倒させられる。
3回ダメージを与えると、クッパが球化する。
その最中はボールマリオと同様にフリッパーで操作でき、エリアにあるドッスン等を破壊していく。
巨体なのでクッパがフリッパーの間に落ちることはない。
歯車を破壊すると壁に穴が開き、クッパが当たる度に穴が広がっていく。
歯車の破壊も含めて、どちらか一方の壁に4回当てるとクッパは城から吹っ飛んで遠くの山に飛ばされ、倒したことになる。
クッパを倒すと、所持しているスターの数×100,000のスコアが得られ、最大の35を所持している場合は5,000,000になる。
クッパを倒してもゲームクリアの条件を全て満たしていない場合は、再度そのままのデータで冒険することになる。
その際に灼熱ステージに向かうと、クッパがいたエリアは封鎖されている。

## 開発
フューズゲームズが手掛けたゲームボーイアドバンス用のコンピュータピンボールは、このジャンルに明るい岩田聡をもうならせる品質だったため、本作の開発に至った。

## 後世への影響
2021年に発売された『Karma City Police』の作者・Caioは、Game*Sparkとのインタビューの中で、影響を受けた作品の一つとして本作を挙げている。